# Jorge Villavicencio Grossmann
Jorge Villavicencio Grossmann (* 1973 in Lima) ist ein peruanischer Komponist und Musikpädagoge.
Grossmann hatte Violin- und Kompositionsunterricht in seiner Heimatstadt, bevor er 1989 nach Brasilien ging. Hier studierte er Violine an der Faculdade Santa Marcelina in São Paulo. Ab 1998 studierte er Komposition an der Florida International University in Miami. 2004 erlangte er den Grad eines Doctor of Musical Arts an der Boston University. Seine Kompositionslehrer waren Paulo Maron, Fredrick Kaufman, John Harbison und Lukas Foss.
Seine Komposition Siray zählte 2005 zu den Finalisten der ALEAIII  International Competition. 2007 erhielt er den Aaron Copland Award, ein Charles-Ives-Stipendium der American Academy of Arts and Letters und ein Stipendium der brasilianischen Vitae Associação de Apoio à Cultura. 2004 wurde er Mitglied der University of Nevada, Las Vegas und Leiter von deren Musikensemble NEXTET, später wurde er auch Co-Direktor der Nevada Encounters of New Music. Seit 2010 unterrichtet er Komposition am Ithaca College.

## Werke
- Tres Danzas Peruanas für Gitarre, 1987
- Ave Maria für Chor a cappella, 1989
- Piano Sonata 1993
- Pequena Suite für Streichorchester, 1993
- Prelude and Fugue für Orgel, 1993–97
- Eleusis für Cello und Klavier, 1994–97
- Prelude and Toccata für Klavier, 1997
- Elegia Póstuma - [in memoriam Alfonso de Silva] für Altsaxophon und Klavier, 1997
- Terpsychore Suite für Streichorchester, 1997
- O Quam Suavis für Chor a cappella, 1997
- La Leyenda Ayar für Sinfonieorchester, 1997–98
- Las Ruinas Circulares, a dance piece in two scenes für Sinfonieorchester, 1998
- La Sombra es un Pedazo que se aleja für Streichquartett, 1998
- Quadros de Dom Quixote für Flöte, Klarinette, Fagott und Horn, 1998
- Omaggio a Berg für Klavier, 1999
- Reflejos für Sopran, Flöte, Violine, Kontrabass, Marimba und Vibraphon, 1999
- Exu´s letters, elektronische Musik, 1999
- Movement for String Quartet, 1999–2002
- Dialogues and Monologues für Oboe oder Klarinette und Klavier, 2000
- Dialogues and Monologues, II für Fagott und Klavier, 2000
- Alma für Violine und Tonband, 2000
- Partita Concertante für Klarinette, Cembalo, Kontrabass, Perkussion und Streicher, 2000
- Pasiphaë für Sinfonieorchester, 2000–02
- De Profundis für Cello, 2001
- Etudes after "Mecanismos" für Klavier, 2001
- Mecanismos für Flöte, Klarinette, Violine, Cello, Klavier und Perkussion, 2001
- Homenagem für Gitarre, 2002
- String Quartet No. 1, 2002
- The lower leaves of trees für Chor a cappella, 2002
- De Profundis Clamavi, elektronische Musik, 2002
- Hinterhof-Szenen für Violine und Klavier, 2002–03
- String Quartet No. 2 ...a emaranhada forma humana corrupta da vida que muge e se aplaude, 2003
- Away für 14 Spieler, 2003
- Sinfonietta für 14 Spieler und Sopran (Text: Vicente Huidobro), 2004
- Twenty-four tonal fugues on given and original subjects, 2004
- La Ricerca della Spiritualità Trascendente für Violine, 2004–07
- Se Había Extinguido en Nosotros una Claridad für Fagott, 2005
- Siray für Flöte, Klarinette, Violine, Cello und Klavier, 2005
- Pensar Geometrico al Trasluz für Blockflöte, Cello und Perkussion, 2005
- Trio für Violine, Horn und  Klavier, 2006, 2008
- Sialia für Klarinette, Cello und Klavier, 2006
- Sol Negro (Soleil Noir) für Orgel, 2006
- Tres Piezas für Klavier, 2006–07
- Joc-Partit für Violine und Kontrabass, 2007
- Miniature Minotaur für Violine und Klarinette, 2007
- Se Había Extinguido en Nosotros una Claridad, II für Fagott und Klavier, 2008
- Valdrada für Sinfonieorchester, 2008
- Cinco Bagatelas Opacas y Translúcidas für Violine, Bassklarinette und Klavier, 2009
- String Quartet No. 3 música fúnebe y nocturna, 2009
- The Lark's voice doth us affray für Sopran und Orchester, 2009–10
- Cinco Bagatelas Opacas y Translúcidas, II für Violine und Klavier, 2010
- Dois Aforismos com Interlúdio für Klavier und elektronische Klänge, 2010
- Four Yoshitada Songs für Chor a cappella, 2010
- Concerto Elegiaco für Klavier und Streicher
- Aude Dictum für Erzähler, Violine und Klavier

## Weblink
- Jorge Villavicencio Grossmanns Homepage